# فهرست قدیمی‌ترین دامنه‌های اینترنتی ثبت‌شده
این فهرستی از قدیمی‌ترین دامنه‌های سطح‌بالای عمومی ثبت‌شده موجود در سامانه نام دامنه اینترنت است.
تا اواخر فوریه ۱۹۸۶ ثبت دامنه محدود به سازمان‌هایی بود که به ARPA دسترسی داشتند. ثبت‌نام عمومی در یوزنت در ۲۴ فوریه ۱۹۸۶ شروع شد.

## .com
| رتبه   | تاریخ ثبت       | دامنه          | ثبت نام                                              |
| ------ | --------------- | -------------- | ---------------------------------------------------- |
| ۱      | ۱۵ مارس ۱۹۸۵    | symbolics.com  | سیمبولیکس                                            |
| ۲      | ۲۴ آوریل ۱۹۸۵   | bbn.com        | ریتیون بی‌بی‌ان تکنالوجیز                              |
| ۳      | ۲۴ مه ۱۹۸۵      | think.com      | Thinking Machines                                    |
| ۴      | ۱۱ ژوئیه ۱۹۸۵   | mcc.com        | Microelectronics and Computer Technology Corporation |
| ۵      | ۳۰ سپتامبر ۱۹۸۵ | dec.com        | دیجیتال ایکویپ‌منت کورپوریشن                          |
| ۶      | ۷ نوامبر ۱۹۸۵   | northrop.com   | نورثروپ                                              |
| ۷      | ۹ ژانویه ۱۹۸۶   | xerox.com      | زیراکس                                               |
| ۸      | ۱۷ ژانویه ۱۹۸۶  | sri.com        | اس‌آرآی اینترنشنال                                    |
| ۹      | ۳ مارس ۱۹۸۶     | hp.com         | هیولت پاکارد                                         |
| ۱۰     | ۵ مارس ۱۹۸۶     | bellcore.com   | Bell Communications Research                         |
| ۱۱     | ۱۹ مارس ۱۹۸۶    | ibm.com        | آی‌بی‌ام                                               |
| ۱۲     | ۱۹ مارس ۱۹۸۶    | sun.com        | سان مایکروسیستمز                                     |
| ۱۳     | ۲۵ مارس ۱۹۸۶    | intel.com      | اینتل                                                |
| ۱۴     | ۲۵ مارس ۱۹۸۶    | ti.com         | تگزاس اینسترومنتس                                    |
| ۱۵     | ۲۵ آوریل ۱۹۸۶   | att.com        | ای‌تی‌اندتی                                            |
| ۱۶     | ۸ مه ۱۹۸۶       | gmr.com        | آزمایشگاه‌های تحقیقاتی جنرال موتورز                   |
| ۱۷     | ۸ مه ۱۹۸۶       | tek.com        | تکترونیکس                                            |
| ۱۸     | ۱۰ ژوئیه ۱۹۸۶   | fmc.com        | اف‌ام‌سی                                               |
| ۱۹     | ۱۰ ژوئیه ۱۹۸۶   | ub.com         | Ungermann-Bass                                       |
| ۲۰     | ۵ اوت ۱۹۸۶      | bell-atl.com   | ورایزن کامیونیکیشنز                                  |
| ۲۱     | ۵ اوت ۱۹۸۶      | ge.com         | جنرال الکتریک                                        |
| ۲۲     | ۵ اوت ۱۹۸۶      | grebyn.com     | شرکت گربین                                           |
| ۲۳     | ۵ اوت ۱۹۸۶      | isc.com        | Interactive Systems Corporation                      |
| ۲۴     | ۵ اوت ۱۹۸۶      | nsc.com        | نشنال سمی‌کنداکتر                                     |
| ۲۵     | ۵ اوت ۱۹۸۶      | stargate.com   | سرویس اطلاعات استارگیت                               |
| ۲۶     | ۲ سپتامبر ۱۹۸۶  | boeing.com     | بوئینگ                                               |
| ۲۷     | ۱۸ سپتامبر ۱۹۸۶ | itcorp.com     | شرکت فناوری اینترپوت                                 |
| ۲۸     | ۲۹ سپتامبر ۱۹۸۶ | siemens.com    | زیمنس                                                |
| ۲۹     | ۱۸ اکتبر ۱۹۸۶   | pyramid.com    | Pyramid Technology                                   |
| ۳۰     | ۲۷ اکتبر ۱۹۸۶   | alphacdc.com   | شرکت توسعه ارتباطات آلفا                             |
| ۳۱     | ۲۷ اکتبر ۱۹۸۶   | bdm.com        | BDM Corporation                                      |
| ۳۲     | ۲۷ اکتبر ۱۹۸۶   | fluke.com      | فلوک کورپوریشن                                       |
| ۳۳     | ۲۷ اکتبر ۱۹۸۶   | inmet.com      | Intermetrics                                         |
| ۳۴     | ۲۷ اکتبر ۱۹۸۶   | kesmai.com     | Kesmai                                               |
| ۳۵     | ۲۷ اکتبر ۱۹۸۶   | mentor.com     | منتور گرافیکس                                        |
| ۳۶     | ۲۷ اکتبر ۱۹۸۶   | nec.com        | ان‌ای‌سی                                               |
| ۳۷     | ۲۷ اکتبر ۱۹۸۶   | ray.com        | ریتیان                                               |
| ۳۸     | ۲۷ اکتبر ۱۹۸۶   | rosemount.com  | Rosemount Inc.                                       |
| ۳۹     | ۲۷ اکتبر ۱۹۸۶   | vortex.com     | ورتکس تکنولوژی                                       |
| ۴۰     | ۵ نوامبر ۱۹۸۶   | alcoa.com      | آلکوا                                                |
| ۴۱     | ۵ نوامبر ۱۹۸۶   | gte.com        | جی‌تی‌ای                                               |
| ۴۲     | ۱۷ نوامبر ۱۹۸۶  | adobe.com      | ادوبی                                                |
| ۴۳     | ۱۷ نوامبر ۱۹۸۶  | amd.com        | ای‌ام‌دی                                               |
| ۴۴     | ۱۷ نوامبر ۱۹۸۶  | das.com        | دی‌ای سیستمز                                          |
| ۴۵     | ۱۷ نوامبر ۱۹۸۶  | data-io.com    | Data I/O Corporation                                 |
| ۴۶     | ۱۷ نوامبر ۱۹۸۶  | octopus.com    | شرکت‌های اختاپوس                                      |
| ۴۷     | ۱۷ نوامبر ۱۹۸۶  | portal.com     | Portal Communications Company                        |
| ۴۸     | ۱۷ نوامبر ۱۹۸۶  | teltone.com    | Teltone Corporation                                  |
| ۴۹     | ۱۱ دسامبر ۱۹۸۶  | 3com.com       | ۳کام                                                 |
| ۵۰     | ۱۱ دسامبر ۱۹۸۶  | amdahl.com     | Amdahl Corporation                                   |
| ۵۱     | ۱۱ دسامبر ۱۹۸۶  | ccur.com       | Concurrent Computer Corporation                      |
| ۵۲     | ۱۱ دسامبر ۱۹۸۶  | ci.com         | شرکت کاگنیشن                                         |
| ۵۳     | ۱۱ دسامبر ۱۹۸۶  | convergent.com | Convergent Technologies                              |
| ۵۴     | ۱۱ دسامبر ۱۹۸۶  | dg.com         | Data General                                         |
| ۵۵     | ۱۱ دسامبر ۱۹۸۶  | peregrine.com  | Peregrine Systems                                    |
| ۵۶     | ۱۱ دسامبر ۱۹۸۶  | quad.com       | کوادراترون سیستمز                                    |
| ۵۷     | ۱۱ دسامبر ۱۹۸۶  | sq.com         | SoftQuad                                             |
| ۵۸     | ۱۱ دسامبر ۱۹۸۶  | tandy.com      | تندی کورپوریشن                                       |
| ۵۹     | ۱۱ دسامبر ۱۹۸۶  | tti.com        | سیتی‌گروپ                                             |
| ۶۰     | ۱۱ دسامبر ۱۹۸۶  | unisys.com     | یونی‌سیس                                              |
| ۶۱     | ۱۹ ژانویه ۱۹۸۷  | cgi.com        | گروه کارنگی                                          |
| ۶۲     | ۱۹ ژانویه ۱۹۸۷  | cts.com        | کرش تام‌شیرینگ                                        |
| ۶۳     | ۱۹ ژانویه ۱۹۸۷  | spdcc.com      | مشاوره کامپیوتری اس.پی. دایر                         |
| ۶۴     | ۱۹ فوریه ۱۹۸۷   | apple.com      | اپل                                                  |
| ۶۵     | ۴ مارس ۱۹۸۷     | nma.com        | همکاران مدیریت شبکه                                  |
| ۶۶     | ۴ مارس ۱۹۸۷     | prime.com      | پرایم کامپیوتر                                       |
| ۶۷     | ۴ آوریل ۱۹۸۷    | philips.com    | فیلیپس                                               |
| ۶۸     | ۲۳ آوریل ۱۹۸۷   | datacube.com   | Datacube Inc.                                        |
| ۶۹     | ۲۳ آوریل ۱۹۸۷   | kai.com        | کوک و همکاران                                        |
| ۷۰     | ۲۳ آوریل ۱۹۸۷   | tic.com        | مشاوره اینترنتی تگزاس                                |
| ۷۱     | ۲۳ آوریل ۱۹۸۷   | vine.com       | واین تکنولوژی                                        |
| ۷۲     | ۳۰ آوریل ۱۹۸۷   | ncr.com        | ان‌سی‌آر                                               |
| ۷۳     | ۱۴ مه ۱۹۸۷      | cisco.com      | سیسکو سیستمز                                         |
| ۷۴     | ۱۴ مه ۱۹۸۷      | rdl.com        | آزمایشگاه‌های توسعه تحقیقات                           |
| ۷۵     | ۲۰ مه ۱۹۸۷      | slb.com        | شلومبرژه                                             |
| ۷۶     | ۲۷ مه ۱۹۸۷      | parcplace.com  | پارک‌پلِیس سیستمز                                      |
| ۷۷     | ۲۷ مه ۱۹۸۷      | utc.com        | یونایتد تکنالوجیز                                    |
| ۷۸     | ۲۶ ژوئن         | ide.com        | Interactive Development Environments                 |
| ۷۹     | ۹ ژوئیه ۱۹۸۷    | trw.com        | تی‌آردبلیو                                            |
| ۸۰     | ۱۳ ژوئیه ۱۹۸۷   | unipress.com   | نرم‌افزار یونیپرس                                     |
| ۸۱     | ۲۷ ژوئیه ۱۹۸۷   | dupont.com     | دوپون                                                |
| ۸۲     | ۲۷ ژوئیه ۱۹۸۷   | lockheed.com   | لاکهید کرپوریشن                                      |
| ۸۳     | ۲۸ ژوئیه ۱۹۸۷   | rosetta.com    | مشاوره روزتا                                         |
| ۸۴     | ۱۸ اوت ۱۹۸۷     | toad.com       | John Gilmore                                         |
| ۸۵     | ۳۱ اوت ۱۹۸۷     | quick.com      | کوییک‌سیلور انجینیرینگ                                |
| ۸۶     | ۳ سپتامبر ۱۹۸۷  | allied.com     | الایدسیگنال                                          |
| ۸۷     | ۳ سپتامبر ۱۹۸۷  | dsc.com        | دیجیتال ساند کورپوریشن                               |
| ۸۸     | ۳ سپتامبر ۱۹۸۷  | sco.com        | Santa Cruz Operation                                 |
| ۸۹     | ۲۲ سپتامبر ۱۹۸۷ | gene.com       | جننتک                                                |
| ۹۰     | ۲۲ سپتامبر ۱۹۸۷ | kccs.com       | کی‌سی‌سی‌اس                                             |
| ۹۱     | ۲۲ سپتامبر ۱۹۸۷ | spectra.com    | اسپکتراگرافیکس کورپوریشن                             |
| ۹۲     | ۲۲ سپتامبر ۱۹۸۷ | wlk.com        | دبلیو. ال. کندی جونیور و همکاران                     |
| ۹۳     | ۳۰ سپتامبر ۱۹۸۷ | mentat.com     | منتات                                                |
| ۹۴     | ۱۴ اکتبر ۱۹۸۷   | wyse.com       | دل وایز                                              |
| ۹۵     | ۲ نوامبر ۱۹۸۷   | cfg.com        | کین، فاربر و گوردون                                  |
| ۹۶     | ۹ نوامبر ۱۹۸۷   | marble.com     | ماربل                                                |
| ۹۷     | ۱۶ نوامبر ۱۹۸۷  | cayman.com     | Cayman Systems, Inc.                                 |
| ۹۸     | ۱۶ نوامبر ۱۹۸۷  | entity.com     | انتیتی سایبر                                         |
| ۹۹     | ۲۴ نوامبر ۱۹۸۷  | ksr.com        | Kendall Square Research                              |
| ۱۰۰    | ۳۰ نوامبر ۱۹۸۷  | nynexst.com    | NYNEX Science & Technology                           |
| منابع: |                 |                |                                                      |

## .org
| رتبه   | تاریخ ثبت       | دامنه           | ثبت نام                                           |
| ------ | --------------- | --------------- | ------------------------------------------------- |
| ۰      | ۱۷ ژانویه ۱۹۸۵  | darpa.org       | دارپا                                             |
| ۱      | ۱۰ ژوئیه ۱۹۸۵   | mitre.org       | Mitre Corporation                                 |
| ۲      | ۲۵ مارس ۱۹۸۶    | src.org         | شرکت تحقیقات نیمه رسانا                           |
| ۳      | ۱۰ ژوئیه ۱۹۸۶   | super.org       | Center for Computing Sciences                     |
| ۴      | ۷ ژانویه ۱۹۸۷   | aero.org        | اروسپیس کورپوریشن                                 |
| ۵      | ۱۵ ژانویه ۱۹۸۷  | mcnc.org        | مرکز میکروالکترونیک کارولینای شمالی               |
| ۶      | ۲ آوریل ۱۹۸۷    | rand.org        | رند کورپوریشن                                     |
| ۷      | ۴ آوریل ۱۹۸۷    | mn.org          | اسکای‌پوینت کامیونیکیشنز                           |
| ۸      | ۱ مه ۱۹۸۷       | rti.org         | آرتی‌آی اینترنشنال                                 |
| ۹      | ۱۴ ژوئیه ۱۹۸۷   | usenix.org      | یوزنیکس                                           |
| ۱۰     | ۲ سپتامبر ۱۹۸۷  | software.org    | بنیاد بی‌اس‌آ (راه‌اندازی‌شده توسط Software Alliance) |
| ۱۱     | ۲۵ فوریه ۱۹۸۸   | fidonet.org     | FidoNet                                           |
| ۱۲     | ۲۷ آوریل ۱۹۸۸   | ampr.org        | AMPRNet                                           |
| ۱۳     | ۴ اوت ۱۹۸۸      | osf.org         | Open Software Foundation                          |
| ۱۴     | ۱۱ اوت ۱۹۸۸     | ida.org         | Institute for Defense Analyses                    |
| ۱۵     | ۹ سپتامبر ۱۹۸۸  | cactus.org      |                                                   |
| ۱۶     | ۹ سپتامبر ۱۹۸۸  | nm.org          |                                                   |
| ۱۷     | ۲۲ سپتامبر ۱۹۸۸ | ccf.org         | کلینیک کلیولند                                    |
| ۱۸     | ۲۱ اکتبر ۱۹۸۸   | erim.org        |                                                   |
| ۱۹     | ۱۱ نوامبر ۱۹۸۸  | ski.org         | Smith-Kettlewell Eye Research Institute           |
| ۲۰     | ۳۰ نوامبر ۱۹۸۸  | iti.org         |                                                   |
| ۲۱     | ۱۱ ژانویه ۱۹۸۹  | jax.org         | Jackson Laboratory                                |
| ۲۲     | ۱۳ ژانویه ۱۹۸۹  | ncsc.org        | National Center for State Courts                  |
| ۲۳     | ۹ فوریه ۱۹۸۹    | aaai.org        | انجمن پیشبرد هوش مصنوعی                           |
| ۲۴     | ۲۴ فوریه ۱۹۸۹   | ie.org          |                                                   |
| ۲۵     | ۲۹ مارس ۱۹۸۹    | stjude.org      | بیمارستان تحقیقاتی اطفال سنت جود                  |
| ۲۶     | ۱۱ آوریل ۱۹۸۹   | mbari.org       | Monterey Bay Aquarium Research Institute          |
| ۲۷     | ۲۴ مه ۱۹۸۹      | castle.org      |                                                   |
| ۲۸     | ۷ ژوئن ۱۹۸۹     | carl.org        |                                                   |
| ۲۹     | ۲۷ ژوئن ۱۹۸۹    | msri.org        | مؤسسه پژوهشی علوم ریاضی                           |
| ۳۰     | ۱۵ ژوئیه ۱۹۸۹   | agi.org         |                                                   |
| ۳۱     | ۱۷ ژوئیه ۱۹۸۹   | sf-bay.org      |                                                   |
| ۳۲     | ۳۱ ژوئیه ۱۹۸۹   | mef.org         |                                                   |
| ۳۳     | ۱۱ اوت ۱۹۸۹     | oclc.org        | مرکز کتابخانه رایانه‌ای پیوسته                     |
| ۳۴     | ۲۳ اوت ۱۹۸۹     | ei.org          |                                                   |
| ۳۵     | ۵ سپتامبر ۱۹۸۹  | cas.org         |                                                   |
| ۳۶     | ۱۱ سپتامبر ۱۹۸۹ | battelle.org    | Battelle Memorial Institute                       |
| ۳۷     | ۱۲ سپتامبر ۱۹۸۹ | sub.org         | sub-Netz e.V.                                     |
| ۳۸     | ۲۱ سپتامبر ۱۹۸۹ | aip.org         | مؤسسه فیزیک آمریکا                                |
| ۳۹     | ۲۸ سپتامبر ۱۹۸۹ | sdpa.org        |                                                   |
| ۴۰     | ۸ نوامبر ۱۹۸۹   | lonestar.org    |                                                   |
| ۴۱     | ۱ دسامبر ۱۹۸۹   | ieee.org        | مؤسسه مهندسان برق و الکترونیک                     |
| ۴۲     | ۱۰ ژانویه ۱۹۹۰  | cit.org         |                                                   |
| ۴۳     | ۲۲ ژانویه ۱۹۹۰  | sematech.org    | SEMATECH                                          |
| ۴۴     | ۷ فوریه ۱۹۹۰    | omg.org         |                                                   |
| ۴۵     | ۱۲ فوریه ۱۹۹۰   | decus.org       |                                                   |
| ۴۶     | ۱۳ مارس ۱۹۹۰    | sublink.org     |                                                   |
| ۴۷     | ۱۶ مارس ۱۹۹۰    | cam.org         |                                                   |
| ۴۸     | ۲۰ مارس ۱۹۹۰    | cpl.org         | کتابخانه عمومی کلیولند                            |
| ۴۹     | ۱۰ آوریل ۱۹۹۰   | ori.org         | Oregon Research Institute                         |
| ۵۰     | ۱۳ آوریل ۱۹۹۰   | fhcrc.org       | Fred Hutchinson Cancer Research Center            |
| ۵۱     | ۱۶ مه ۱۹۹۰      | nwf.org         | اتحادیه ملی حیات‌وحش                               |
| ۵۲     | ۱۸ مه ۱۹۹۰      | mskcc.org       |                                                   |
| ۵۳     | ۲۳ مه ۱۹۹۰      | boystown.org    | Boys Town                                         |
| ۵۴     | ۲۴ مه ۱۹۹۰      | bwc.org         |                                                   |
| ۵۵     | ۳۱ مه ۱۹۹۰      | topsail.org     |                                                   |
| ۵۶     | ۲۸ ژوئن ۱۹۹۰    | ciit.org        |                                                   |
| ۵۷     | ۱۷ ژوئیه ۱۹۹۰   | central.org     |                                                   |
| ۵۸     | ۲۷ ژوئیه ۱۹۹۰   | mind.org        |                                                   |
| ۵۹     | ۳ اوت ۱۹۹۰      | stonemarche.org |                                                   |
| ۶۰     | ۲۸ اوت ۱۹۹۰     | cshl.org        |                                                   |
| ۶۱     | ۳۰ اوت ۱۹۹۰     | fstrf.org       |                                                   |
| ۶۲     | ۱۲ سپتامبر ۱۹۹۰ | dorsai.org      |                                                   |
| ۶۳     | ۱۴ سپتامبر ۱۹۹۰ | elf.org         |                                                   |
| ۶۴     | ۱۸ سپتامبر ۱۹۹۰ | siggraph.org    | SIGGRAPH                                          |
| ۶۵     | ۲۱ سپتامبر ۱۹۹۰ | sjh.org         |                                                   |
| ۶۶     | ۲۷ سپتامبر ۱۹۹۰ | igc.org         | Institute for Global Communications               |
| ۶۷     | ۱۰ اکتبر ۱۹۹۰   | cotdazr.org     |                                                   |
| ۶۸     | ۱۰ اکتبر ۱۹۹۰   | eff.org         | بنیاد مرزهای الکترونیکی                           |
| ۶۹     | ۱۰ اکتبر ۱۹۹۰   | sfn.org         | Society for Neuroscience                          |
| ۷۰     | ۳۱ اکتبر ۱۹۹۰   | csn.org         |                                                   |
| ۷۱     | ۱ نوامبر ۱۹۹۰   | sfbr.org        |                                                   |
| ۷۲     | ۷ نوامبر ۱۹۹۰   | ais.org         |                                                   |
| ۷۳     | ۷ نوامبر ۱۹۹۰   | hjf.org         |                                                   |
| ۷۴     | ۴ ژانویه ۱۹۹۱   | uniforum.org    |                                                   |
| ۷۵     | ۴ ژانویه ۱۹۹۱   | wgbh.org        | WGBH Educational Foundation                       |
| ۷۶     | ۱ فوریه ۱۹۹۱    | fsf.org         | بنیاد نرم‌افزار آزاد                               |
| ۷۷     | ۶ فوریه ۱۹۹۱    | eso.org         | رصدخانه جنوبی اروپا                               |
| ۷۸     | ۶ فوریه ۱۹۹۱    | tiaa.org        | مؤسسه بیمه و سنوات معلمان آمریکا                  |
| ۷۹     | ۱۳ فوریه ۱۹۹۱   | nysernet.org    | NYSERNet                                          |
| ۸۰     | ۲۰ فوریه ۱۹۹۱   | acr.org         | کالج رادیولوژی آمریکا                             |
| ۸۱     | ۲۶ فوریه ۱۹۹۱   | nybc.org        | New York Blood Center                             |
| ۸۲     | ۲۶ فوریه ۱۹۹۱   | nypl.org        | کتابخانه عمومی نیویورک                            |
| ۸۳     | ۱۰ آوریل ۱۹۹۱   | cnytdo.org      |                                                   |
| ۸۴     | ۱۰ آوریل ۱۹۹۱   | htr.org         |                                                   |
| ۸۵     | ۱۰ آوریل ۱۹۹۱   | hvtdc.org       |                                                   |
| ۸۶     | ۱۰ آوریل ۱۹۹۱   | nycp.org        |                                                   |
| ۸۷     | ۱۱ آوریل ۱۹۹۱   | bpl.org         | کتابخانه عمومی بوستون                             |
| ۸۸     | ۱۱ آوریل ۱۹۹۱   | scra.org        | South Carolina Research Authority                 |
| ۸۹     | ۱۲ آوریل ۱۹۹۱   | amnh.org        | موزه تاریخ طبیعی آمریکا                           |
| ۹۰     | ۱۵ آوریل ۱۹۹۱   | hellnet.org     |                                                   |
| ۹۱     | ۱۵ آوریل ۱۹۹۱   | sil.org         | SIL International                                 |
| ۹۲     | ۱۸ آوریل ۱۹۹۱   | apc.org         |                                                   |
| ۹۳     | ۲۲ آوریل ۱۹۹۱   | mobot.org       | Missouri Botanical Garden                         |
| ۹۴     | ۲۵ آوریل ۱۹۹۱   | cni.org         | Coalition for Networked Information               |
| ۹۵     | ۱ مه ۱۹۹۱       | gumption.org    |                                                   |
| ۹۶     | ۲ مه ۱۹۹۱       | hslc.org        |                                                   |
| ۹۷     | ۱۳ مه ۱۹۹۱      | guild.org       |                                                   |
| ۹۸     | ۲۲ مه ۱۹۹۱      | acs.org         | انجمن شیمی آمریکا                                 |
| ۹۹     | ۲۲ مه ۱۹۹۱      | lpl.org         |                                                   |
| ۱۰۰    | ۲۲ مه ۱۹۹۱      | rsage.org       |                                                   |
| منابع: |                 |                 |                                                   |

## .edu
ثبت‌نام در .edu محدود به مؤسسات آموزشی معتبر است. قبل از اکتبر ۲۰۰۱ ثبت‌نام در سراسر جهان در دسترس بود. از آن زمان به بعد، به مؤسسات مستقر در ایالات متحده محدود شده است.
| رتبه | تاریخ ثبت       | دامنه            | ثبت نام                                                                                               |
| ---- | --------------- | ---------------- | --- |
| ۰    | ۱ ژانویه ۱۹۸۵   | darpa.edu        | دارپا                                                                                                 |
| ۱    | ۲۴ آوریل ۱۹۸۵   | berkeley.edu     | دانشگاه کالیفرنیا، برکلی                                                                              |
| ۱    | ۲۴ آوریل ۱۹۸۵   | cmu.edu          | دانشگاه کارنگی ملون                                                                                   |
| ۱    | ۲۴ آوریل ۱۹۸۵   | purdue.edu       | دانشگاه پردو                                                                                          |
| ۱    | ۲۴ آوریل ۱۹۸۵   | rice.edu         | دانشگاه رایس                                                                                          |
| ۱    | ۲۴ آوریل ۱۹۸۵   | ucla.edu         | دانشگاه کالیفرنیا، لس آنجلس                                                                           |
| ۶    | ۲۵ آوریل ۱۹۸۵   | rutgers.edu      | دانشگاه راتگرز                                                                                        |
| ۷    | ۲۳ مه ۱۹۸۵      | mit.edu          | مؤسسه فناوری ماساچوست                                                                                 |
| ۸    | ۲۷ ژوئن ۱۹۸۵    | harvard.edu      | دانشگاه هاروارد                                                                                       |
| ۹    | ۵ ژوئیه ۱۹۸۵    | columbia.edu     | دانشگاه کلمبیا                                                                                        |
| ۱۰   | ۱۵ ژوئیه ۱۹۸۵   | cornell.edu      | دانشگاه کرنل                                                                                          |
| ۱۱   | ۱۸ ژوئیه ۱۹۸۵   | uiuc.edu         | دانشگاه ایلینوی اربانا-شمپین                                                                          |
| ۱۲   | ۲۴ ژوئیه ۱۹۸۵   | udel.edu         | دانشگاه دلاور                                                                                         |
| ۱۳   | ۳۱ ژوئیه ۱۹۸۵   | umd.edu          | دانشگاه مریلند، کالج پارک                                                                             |
| ۱۴   | ۱۳ اوت ۱۹۸۵     | utexas.edu       | دانشگاه تگزاس در آستین                                                                                |
| ۱۵   | ۲۰ اوت ۱۹۸۵     | usc.edu          | دانشگاه کالیفرنیای جنوبی                                                                              |
| ۱۶   | ۳۰ سپتامبر ۱۹۸۵ | wisc.edu         | دانشگاه ویسکانسین-مدیسن                                                                               |
| ۱۶   | ۳۰ سپتامبر ۱۹۸۵ | uci.edu          | دانشگاه کالیفرنیا، ارواین                                                                             |
| ۱۸   | ۴ اکتبر ۱۹۸۵    | stanford.edu     | دانشگاه استنفورد                                                                                      |
| ۱۹   | ۷ اکتبر ۱۹۸۵    | umich.edu        | دانشگاه میشیگان                                                                                       |
| ۲۰   | ۹ دسامبر ۱۹۸۵   | ucsd.edu         | دانشگاه کالیفرنیا، سن دیگو                                                                            |
| ۲۱   | ۶ ژانویه ۱۹۸۶   | caltech.edu      | مؤسسه فناوری کالیفرنیا                                                                                |
| ۲۲   | ۲۳ ژانویه ۱۹۸۶  | arizona.edu      | دانشگاه آریزونا                                                                                       |
| ۲۳   | ۲۱ فوریه ۱۹۸۶   | ucsf.edu         | دانشگاه کالیفرنیا، سان‌فرانسیسکو                                                                       |
| ۲۴   | ۳ مارس ۱۹۸۶     | dartmouth.edu    | کالج دارتموث                                                                                          |
| ۲۴   | ۳ مارس ۱۹۸۶     | indiana.edu      | دانشگاه ایندیانا بلومینگتون                                                                           |
| ۲۴   | ۳ مارس ۱۹۸۶     | okstate.edu      | دانشگاه ایالتی اکلاهما                                                                                |
| ۲۴   | ۳ مارس ۱۹۸۶     | unlv.edu         | دانشگاه نوادا، لاس وگاس                                                                               |
| ۲۴   | ۳ مارس ۱۹۸۶     | wfu.edu          | دانشگاه ویک فارست                                                                                     |
| ۲۴   | ۳ مارس ۱۹۸۶     | wright.edu       | دانشگاه ایالتی رایت                                                                                   |
| ۳۰   | ۱۰ مارس ۱۹۸۶    | isi.edu          | Information Sciences Institute                                                                        |
| ۳۱   | ۱۹ مارس ۱۹۸۶    | ucdavis.edu      | دانشگاه کالیفرنیا، دیویس                                                                              |
| ۳۱   | ۱۹ مارس ۱۹۸۶    | uta.edu          | دانشگاه تگزاس در آرلینگتون                                                                            |
| ۳۱   | ۱۹ مارس ۱۹۸۶    | virginia.edu     | دانشگاه ویرجینیا                                                                                      |
| ۳۴   | ۲۵ مارس ۱۹۸۶    | ufl.edu          | دانشگاه فلوریدا                                                                                       |
| ۳۴   | ۲۵ مارس ۱۹۸۶    | bu.edu           | دانشگاه بوستون                                                                                        |
| ۳۴   | ۲۵ مارس ۱۹۸۶    | rpi.edu          | مؤسسه پلی‌تکنیک رنسلیر                                                                                 |
| ۳۴   | ۲۵ مارس ۱۹۸۶    | umass.edu        | University of Massachusetts                                                                           |
| ۳۴   | ۲۵ مارس ۱۹۸۶    | northeastern.edu | دانشگاه نورت‌ایسترن                                                                                    |
| ۳۴   | ۲۵ مارس ۱۹۸۶    | usl.edu          | دانشگاه جنوب غربی لوئیزیانا (دانشگاه لوئیزیانا در لافایت) ۱۹۶۰–۱۹۹۹، سپس: دانشگاه لوئیزیانا در لافایت |
| ۴۰   | ۸ مه ۱۹۸۶       | gatech.edu       | مؤسسه فناوری جورجیا                                                                                   |
| ۴۰   | ۸ مه ۱۹۸۶       | toronto.edu      | en:University of Torontoدانشگاه تورنتو                                                                |
| ۴۰   | ۸ مه ۱۹۸۶       | sju.edu          | دانشگاه سینت جوزف (آمریکا)                                                                            |
| ۴۰   | ۸ مه ۱۹۸۶       | uab.edu          | دانشگاه آلاباما در برمینگم                                                                            |
| ۴۴   | ۲ ژوئن ۱۹۸۶     | carleton.edu     | Carleton College                                                                                      |
| ۴۴   | ۲ ژوئن ۱۹۸۶     | duke.edu         | دانشگاه دوک                                                                                           |
| ۴۴   | ۲ ژوئن ۱۹۸۶     | upenn.edu        | دانشگاه پنسیلوانیا                                                                                    |
| ۴۴   | ۲ ژوئن ۱۹۸۶     | emory.edu        | دانشگاه اموری                                                                                         |
| ۴۴   | ۲ ژوئن ۱۹۸۶     | bgsu.edu         | دانشگاه ایالتی بولینگ گرین                                                                            |
| ۴۴   | ۲ ژوئن ۱۹۸۶     | colorado.edu     | دانشگاه کلرادو بولدر                                                                                  |
| ۵۰   | ۱۷ ژوئن ۱۹۸۶    | unc.edu          | دانشگاه کارولینای شمالی در چپل هیل                                                                    |
| ۵۱   | ۱۰ ژوئیه ۱۹۸۶   | usd.edu          | دانشگاه داکوتای جنوبی                                                                                 |
| ۵۱   | ۱۰ ژوئیه ۱۹۸۶   | uwp.edu          | دانشگاه ویسکانسین–پارکساید                                                                            |
| ۵۱   | ۱۰ ژوئیه ۱۹۸۶   | wellesley.edu    | کالج ولزلی                                                                                            |
| ۵۱   | ۱۰ ژوئیه ۱۹۸۶   | wku.edu          | Western Kentucky University                                                                           |
| ۵۵   | ۱۴ ژوئیه ۱۹۸۶   | psu.edu          | دانشگاه ایالتی پنسیلوانیا                                                                             |
| ۵۶   | ۲۷ اوت ۱۹۸۶     | brown.edu        | دانشگاه براون                                                                                         |
| ۵۶   | ۲۷ اوت ۱۹۸۶     | unm.edu          | دانشگاه نیومکزیکو                                                                                     |
| ۵۸   | ۲ سپتامبر ۱۹۸۶  | syr.edu          | دانشگاه سیراکیوس                                                                                      |
| ۵۸   | ۲ سپتامبر ۱۹۸۶  | depaul.edu       | DePaul University                                                                                     |
| ۶۰   | ۴ سپتامبر ۱۹۸۶  | washington.edu   | University of Washington                                                                              |
| ۶۰   | ۲ سپتامبر ۱۹۸۶  | wcslc.edu        | Westminster College (دانشگاه از سال ۲۰۲۳)                                                             |
| ۶۲   | ۲۹ سپتامبر ۱۹۸۶ | moravian.edu     | کالج موراوین                                                                                          |
| ۶۲   | ۲۹ سپتامبر ۱۹۸۶ | unt.edu          | دانشگاه نورث تگزاس                                                                                    |
| ۶۲   | ۲۹ سپتامبر ۱۹۸۶ | usf.edu          | دانشگاه جنوب فلوریدا                                                                                  |
| ۶۲   | ۲۹ سپتامبر ۱۹۸۶ | williams.edu     | کالج ویلیامز                                                                                          |
| ۶۶   | ۳ اکتبر ۱۹۸۶    | merit.edu        | Merit Network                                                                                         |
| ۶۷   | ۸ اکتبر ۱۹۸۶    | nyu.edu          | دانشگاه نیویورک                                                                                       |
| ۶۸   | ۱۰ اکتبر ۱۹۸۶   | rochester.edu    | دانشگاه راچستر                                                                                        |
| ۶۹   | ۲۷ اکتبر ۱۹۸۶   | unh.edu          | دانشگاه نیوهمپشر                                                                                      |
| ۶۹   | ۲۷ اکتبر ۱۹۸۶   | ucf.edu          | دانشگاه فلوریدای مرکزی                                                                                |
| ۶۹   | ۲۷ اکتبر ۱۹۸۶   | hawaii.edu       | دانشگاه هاوایی                                                                                        |
| ۶۹   | ۲۷ اکتبر ۱۹۸۶   | csufresno.edu    | دانشگاه ایالتی کالیفرنیا در فرزنو                                                                     |
| ۷۳   | ۵ نوامبر ۱۹۸۶   | georgetown.edu   | دانشگاه جرج‌تاون                                                                                       |
| ۷۳   | ۵ نوامبر ۱۹۸۶   | muskingum.edu    | Muskingum University                                                                                  |
| ۷۳   | ۵ نوامبر ۱۹۸۶   | odu.edu          | دانشگاه اولد دامینیون                                                                                 |
| ۷۶   | ۱۷ نوامبر ۱۹۸۶  | usma.edu         | آکادمی نظامی ایالات متحده                                                                             |
| ۷۷   | ۲۱ نوامبر ۱۹۸۶  | clarkson.edu     | دانشگاه کلارکسن                                                                                       |
| ۷۸   | ۱۱ دسامبر ۱۹۸۶  | oberlin.edu      | کالج ابرلین                                                                                           |
| ۷۸   | ۱۱ دسامبر ۱۹۸۶  | ohiou.edu        | دانشگاه اوهایو                                                                                        |
| ۷۸   | ۱۱ دسامبر ۱۹۸۶  | unr.edu          | دانشگاه نوادا، رینو                                                                                   |
| ۸۱   | ۱۶ دسامبر ۱۹۸۶  | utah.edu         | دانشگاه یوتا                                                                                          |
| ۸۲   | ۱۹ ژانویه ۱۹۸۷  | byu.edu          | دانشگاه بریگم یانگ                                                                                    |
| ۸۲   | ۱۹ ژانویه ۱۹۸۷  | lsu.edu          | دانشگاه ایالتی لوئیزیانا                                                                              |
| ۸۴   | ۲۱ ژانویه ۱۹۸۷  | umn.edu          | دانشگاه مینه‌سوتا                                                                                      |
| ۸۵   | ۲۹ ژانویه ۱۹۸۷  | ucsc.edu         | دانشگاه کالیفرنیا، سانتا کروز                                                                         |
| ۸۶   | ۱۹ فوریه ۱۹۸۷   | bsu.edu          | دانشگاه ایالتی بال                                                                                    |
| ۸۶   | ۱۹ فوریه ۱۹۸۷   | csuchico.edu     | دانشگاه ایالتی کالیفرنیا در چیکو                                                                      |
| ۸۶   | ۱۹ فوریه ۱۹۸۷   | kent.edu         | دانشگاه ایالتی کنت                                                                                    |
| ۸۶   | ۱۹ فوریه ۱۹۸۷   | clemson.edu      | دانشگاه کلمسون                                                                                        |
| ۹۰   | ۲۷ فوریه ۱۹۸۷   | albany.edu       | University at Albany                                                                                  |
| ۹۱   | ۲ مارس ۱۹۸۷     | whoi.edu         | Woods Hole Oceanographic Institution                                                                  |
| ۹۲   | ۴ مارس ۱۹۸۷     | mu.edu           | دانشگاه مارکت                                                                                         |
| ۹۳   | ۱۷ مارس ۱۹۸۷    | yale.edu         | دانشگاه ییل                                                                                           |
| ۹۴   | ۱۹ مارس ۱۹۸۷    | jhu.edu          | دانشگاه جانز هاپکینز                                                                                  |
| ۹۵   | ۲ آوریل ۱۹۸۷    | rockefeller.edu  | دانشگاه راکفلر                                                                                        |
| ۹۶   | ۳ آوریل ۱۹۸۷    | princeton.edu    | دانشگاه پرینستون                                                                                      |
| ۹۷   | ۴ آوریل ۱۹۸۷    | yu.edu           | دانشگاه یشیوا                                                                                         |
| ۹۸   | ۱۴ آوریل ۱۹۸۷   | wsu.edu          | دانشگاه ایالتی واشینگتن                                                                               |
| ۹۸   | ۱۴ آوریل ۱۹۸۷   | wwu.edu          | دانشگاه واشینگتن غربی                                                                                 |
| ۹۸   | ۱۴ آوریل ۱۹۸۷   | uvm.edu          | دانشگاه ورمانت                                                                                        |
| ۹۸   | ۱۴ آوریل ۱۹۸۷   | tulane.edu       | دانشگاه تولین                                                                                         |

## .net
| رتبه   | تاریخ ثبت       | دامنه             | ثبت نام                                              |
| ------ | --------------- | ----------------- | ---------------------------------------------------- |
| ۰      | ۱ ژانویه ۱۹۸۵   | darpa.net         | دارپا                                                |
| ۱      | ۱ ژانویه ۱۹۸۵   | nordu.net         | Nordic Infrastructure for Research and Education     |
| ۲      | ۱ آوریل ۱۹۸۶    | broken.net        | جیسون متیوز                                          |
| ۳      | ۵ نوامبر ۱۹۸۶   | nsf.net           | National Science Foundation Network                  |
| ۴      | ۲۷ ژانویه ۱۹۸۷  | nyser.net         | New York State Education and Research Network        |
| ۵      | ۲۰ مه ۱۹۸۷      | uu.net            | UUNET                                                |
| ۶      | ۲۱ ژوئیه ۱۹۸۷   | sesqui.net        | Sesquicentennial Network (SEQSUINet)                 |
| ۷      | ۲۵ مه ۱۹۸۸      | mr.net            | شبکه منطقه‌ای مینه‌سوتا (MRNet)                        |
| ۸      | ۹ ژوئن ۱۹۸۸     | oar.net           | شبکه منابع آکادمیک اوهایو                            |
| ۹      | ۸ ژوئیه ۱۹۸۸    | sura.net          | Southeastern Universities Research Association       |
| ۱۰     | ۷ سپتامبر ۱۹۸۸  | the.net           | شبکه آموزش عالی تگزاس (THEnet)                       |
| ۱۱     | ۱۶ سپتامبر ۱۹۸۸ | nwnet.net         | NorthWestNet                                         |
| ۱۲     | ۲۱ اکتبر ۱۹۸۸   | es.net            | Energy Sciences Network                              |
| ۱۳     | ۲۵ اکتبر ۱۹۸۸   | mid.net           | MIDnet                                               |
| ۱۴     | ۴ ژانویه ۱۹۸۹   | barrnet.net       | شبکه تحقیقات منطقه‌ای خلیج (BARRNet)                  |
| ۱۵     | ۵ ژانویه ۱۹۸۹   | cic.net           | CICNet                                               |
| ۱۶     | ۲۷ ژانویه ۱۹۸۹  | hawaii.net        |                                                      |
| ۱۷     | ۷ مارس ۱۹۸۹     | psi.net           | PSINet                                               |
| ۱۸     | ۲۷ مارس ۱۹۸۹    | near.net          | New England Academic and Research Network            |
| ۱۹     | ۱۱ آوریل ۱۹۸۹   | eu.net            | EUnet                                                |
| ۲۰     | ۲۹ ژوئن ۱۹۸۹    | ln.net            |                                                      |
| ۲۱     | ۱۲ سپتامبر ۱۹۸۹ | sub.net           |                                                      |
| ۲۲     | ۱۴ سپتامبر ۱۹۸۹ | westnet.net       | وست‌نت                                                |
| ۲۳     | ۶ نوامبر ۱۹۸۹   | cypress.net       |                                                      |
| ۲۴     | ۱۵ نوامبر ۱۹۸۹  | cerf.net          | California Education and Research Federation Network |
| ۲۵     | ۱۷ نوامبر ۱۹۸۹  | risq.net          | Réseau d'informations scientifiques du Québec        |
| ۲۶     | ۹ فوریه ۱۹۹۰    | ca.net            | CANARIE                                              |
| ۲۷     | ۲۱ مه ۱۹۹۰      | wiscnet.net       | WiscNet                                              |
| ۲۸     | ۲۱ ژوئیه ۱۹۹۰   | cent.net          |                                                      |
| ۲۹     | ۲۶ ژوئیه ۱۹۹۰   | alter.net         |                                                      |
| ۳۰     | ۲۷ سپتامبر ۱۹۹۰ | ans.net           | Advanced Network and Services                        |
| ۳۱     | ۷ نوامبر ۱۹۹۰   | mich.net          | Merit Network                                        |
| ۳۲     | ۲۶ فوریه ۱۹۹۱   | hk.net            |                                                      |
| ۳۳     | ۱۰ آوریل ۱۹۹۱   | cix.net           |                                                      |
| ۳۴     | ۱۱ آوریل ۱۹۹۱   | team.net          |                                                      |
| ۳۵     | ۷ مه ۱۹۹۱       | five-colleges.net | Five College Consortium                              |
| ۳۶     | ۱۷ مه ۱۹۹۱      | ja.net            | JANET                                                |
| ۳۷     | ۳ ژوئن ۱۹۹۱     | illinois.net      |                                                      |
| ۳۸     | ۲۰ ژوئن ۱۹۹۱    | more.net          |                                                      |
| ۳۹     | ۲۴ ژوئن ۱۹۹۱    | ohio-dmz.net      |                                                      |
| ۴۰     | ۸ ژوئیه ۱۹۹۱    | icp.net           |                                                      |
| ۴۱     | ۷ اوت ۱۹۹۱      | swip.net          |                                                      |
| ۴۲     | ۱۵ اوت ۱۹۹۱     | michnet.net       |                                                      |
| ۴۳     | ۲۹ نوامبر ۱۹۹۱  | notes.net         |                                                      |
| ۴۴     | ۱۰ دسامبر ۱۹۹۱  | merit.net         | Merit Network                                        |
| ۴۵     | ۳۱ دسامبر ۱۹۹۱  | mu.net            |                                                      |
| ۴۶     | ۱۷ ژانویه ۱۹۹۲  | first.net         |                                                      |
| ۴۷     | ۱۷ فوریه۱۹۹۲    | ebone.net         |                                                      |
| ۴۸     | ۱۹ فوریه۱۹۹۲    | holonet.net       |                                                      |
| ۴۹     | ۲۵ فوریه۱۹۹۲    | ripe.net          | RIPE                                                 |
| ۵۰     | ۲۴ مارس۱۹۹۲     | csn.net           |                                                      |
| ۵۱     | ۶ آوریل۱۹۹۲     | mcast.net         |                                                      |
| ۵۲     | ۸ آوریل۱۹۹۲     | life.net          |                                                      |
| ۵۳     | ۲۰ آوریل۱۹۹۲    | rahul.net         |                                                      |
| ۵۴     | ۲۱ آوریل۱۹۹۲    | cyber.net         |                                                      |
| ۵۵     | ۱۱ مه ۱۹۹۲      | sprintlink.net    |                                                      |
| ۵۶     | ۱۸ مه ۱۹۹۲      | ids.net           |                                                      |
| ۵۷     | ۲۱ مه ۱۹۹۲      | q.net             |                                                      |
| ۵۸     | ۱ ژوئن ۱۹۹۲     | netconnect.net    |                                                      |
| ۵۹     | ۷ ژوئیه۱۹۹۲     | use.net           |                                                      |
| ۶۰     | ۱۶ ژوئیه۱۹۹۲    | tip.net           |                                                      |
| ۶۱     | ۲۷ ژوئیه۱۹۹۲    | capcon.net        |                                                      |
| ۶۲     | ۲۸ ژوئیه۱۹۹۲    | nexsys.net        |                                                      |
| ۶۳     | ۲۹ ژوئیه۱۹۹۲    | umass.net         |                                                      |
| ۶۴     | ۳۱ ژوئیه۱۹۹۲    | solinet.net       |                                                      |
| ۶۵     | ۶ اوت ۱۹۹۲      | fish.net          |                                                      |
| ۶۶     | ۱۸ اوت ۱۹۹۲     | ps.net            |                                                      |
| ۶۷     | ۱۰ سپتامبر ۱۹۹۲ | eds.net           |                                                      |
| ۶۸     | ۱۸ سپتامبر ۱۹۹۲ | lig.net           |                                                      |
| ۶۹     | ۱ اکتبر ۱۹۹۲    | ix.net            |                                                      |
| ۷۰     | ۱۹ اکتبر ۱۹۹۲   | aol.net           |                                                      |
| ۷۱     | ۳۰ اکتبر ۱۹۹۲   | win.net           |                                                      |
| ۷۲     | ۲ نوامبر ۱۹۹۲   | cren.net          |                                                      |
| ۷۳     | ۳ نوامبر ۱۹۹۲   | path.net          |                                                      |
| ۷۴     | ۴ نوامبر ۱۹۹۲   | quake.net         |                                                      |
| ۷۵     | ۲۰ نوامبر ۱۹۹۲  | access.net        |                                                      |
| ۷۶     | ۲۰ نوامبر ۱۹۹۲  | tsoft.net         |                                                      |
| ۷۷     | ۲۳ نوامبر ۱۹۹۲  | inter.net         |                                                      |
| ۷۸     | ۳۰ نوامبر ۱۹۹۲  | individual.net    |                                                      |
| ۷۹     | ۴ دسامبر ۱۹۹۲   | raider.net        |                                                      |
| ۸۰     | ۹ دسامبر ۱۹۹۲   | europa.net        |                                                      |
| ۸۱     | ۲۱ دسامبر ۱۹۹۲  | demon.net         |                                                      |
| ۸۲     | ۲ دسامبر ۱۹۹۲   | press.net         |                                                      |
| ۸۳     | ۲۳ دسامبر ۱۹۹۲  | bc.net            |                                                      |
| ۸۴     | ۱ ژانویه ۱۹۹۳   | internic.net      | InterNIC                                             |
| ۸۵     | ۴ ژانویه ۱۹۹۳   | cls.net           |                                                      |
| ۸۶     | ۲۰ ژانویه ۱۹۹۳  | sam.net           |                                                      |
| ۸۷     | ۹ فوریه ۱۹۹۳    | kanren.net        |                                                      |
| ۸۸     | ۱۱ فوریه ۱۹۹۳   | ubs.net           |                                                      |
| ۸۹     | ۱۵ فوریه ۱۹۹۳   | digex.net         |                                                      |
| ۹۰     | ۱۵ فوریه ۱۹۹۳   | mobilecomm.net    |                                                      |
| ۹۱     | ۱۷ فوریه ۱۹۹۳   | xlink.net         |                                                      |
| ۹۲     | ۱۸ فوریه ۱۹۹۳   | fr.net            |                                                      |
| ۹۳     | ۳ مارس ۱۹۹۳     | onenet.net        |                                                      |
| ۹۴     | ۸ مارس ۱۹۹۳     | aco.net           |                                                      |
| ۹۵     | ۲۴ مارس ۱۹۹۳    | clark.net         |                                                      |
| ۹۶     | ۲۴ مارس ۱۹۹۳    | olympus.net       |                                                      |
| ۹۷     | ۲۴ مارس ۱۹۹۳    | satlink.net       |                                                      |
| ۹۸     | ۲ آوریل ۱۹۹۳    | netcom.net        |                                                      |
| ۹۹     | ۷ آوریل ۱۹۹۳    | nl.net            |                                                      |
| ۱۰۰    | ۱۳ آوریل ۱۹۹۳   | ins.net           |                                                      |
| منابع: |                 |                   |                                                      |

## .mil
| رتبه | تاریخ ثبت     | دامنه | ثبت نام              |
| ---- | ------------- | ----- | -------------------- |
| ۰    | ۱ ژانویه ۱۹۸۵ | mil   | Defense Data Network |

## .gov
| رتبه | تاریخ ثبت     | دامنه   | ثبت‌نام                   |
| ---- | ------------- | ------- | ------------------------ |
| ۰    | ۱ ژانویه ۱۹۸۵ | gov     | دارپا                    |
| ۱    | ژوئن ۱۹۸۵     | css.gov | Central Security Service |

## .int
| رتبه | تاریخ ثبت       | دامنه             | ثبت نام                                                         |
| ---- | --------------- | ----------------- | --------------------------------------------------------------- |
| ۰    | ۳ نوامبر ۱۹۸۸   | int               | مرجع واگذاری اعداد در اینترنت                                   |
| ۱    | ۱۰ اکتبر ۱۹۹۵   | ffa.int           | Pacific Islands Forum Fisheries Agency                          |
| ۲    | ۱۳ اکتبر ۱۹۹۵   | ip6.int           | مرجع واگذاری اعداد در اینترنت                                   |
| ۳    | ۱۷ مه ۱۹۹۶      | commonwealth.int  | اتحادیه کشورهای مشترک‌المنافع                                    |
| ۳    | ۱۷ مه ۱۹۹۶      | nsap.int          | مرجع واگذاری اعداد در اینترنت                                   |
| ۳    | ۱۷ مه ۱۹۹۶      | ymca.int          | انجمن مسیحی مردان جوان                                          |
| ۶    | ۸ ژوئیه ۱۹۹۶    | itu.int           | اتحادیه بین‌المللی مخابرات                                       |
| ۶    | ۸ ژوئیه ۱۹۹۶    | reliefweb.int     | ReliefWeb                                                       |
| ۸    | ۸ اوت ۱۹۹۶      | tpc.int           | شرکت تلفن                                                       |
| ۹    | ۱۷ اوت ۱۹۹۶     | adsn.int          | مرجع واگذاری اعداد در اینترنت                                   |
| ۱۰   | ۲۰ اوت ۱۹۹۶     | cto.int           | Commonwealth Telecommunications Organisation                    |
| ۱۱   | ۲۳ اوت ۱۹۹۶     | esa.int           | آژانس فضایی اروپا                                               |
| ۱۲   | ۱۸ سپتامبر ۱۹۹۶ | wipo.int          | سازمان جهانی مالکیت فکری                                        |
| ۱۳   | ۲۶ سپتامبر ۱۹۹۶ | ohr.int           | Office of the High Representative in Bosnia and Herzegovina     |
| ۱۴   | ۵ دسامبر ۱۹۹۶   | iai.int           | Inter-American Institute for Global Change Research             |
| ۱۵   | ۲۴ دسامبر ۱۹۹۶  | sadc.int          | جامعه توسعه جنوب آفریقا                                         |
| ۱۶   | ۲۷ دسامبر ۱۹۹۶  | ecb.int           | بانک مرکزی اروپا                                                |
| ۱۷   | ۱۴ ژانویه ۱۹۹۷  | eu.int            | اتحادیه اروپا                                                   |
| ۱۸   | ۱۲ فوریه ۱۹۹۷   | oie.int           | World Organisation for Animal Health                            |
| ۱۹   | ۲۴ فوریه ۱۹۹۷   | iom.int           | سازمان بین‌المللی مهاجرت                                         |
| ۲۰   | ۱ مارس ۱۹۹۷     | interpol.int      | پلیس بین‌الملل                                                   |
| ۲۱   | ۲۳ آوریل ۱۹۹۷   | un.int            | سازمان ملل متحد                                                 |
| ۲۲   | ۲۰ مه ۱۹۹۷      | comesa.int        | Common Market for Eastern and Southern Africa                   |
| ۲۳   | ۲۶ اوت ۱۹۹۷     | nato.int          | ناتو                                                            |
| ۲۴   | ۳۱ اوت ۱۹۹۷     | ices.int          | International Council for the Exploration of the Sea            |
| ۲۵   | ۱ اکتبر ۱۹۹۷    | weu.int           | اتحادیه اروپای غربی                                             |
| ۲۶   | ۱۰ اکتبر ۱۹۹۷   | ecmwf.int         | مرکز اروپایی پیش‌بینی میان‌مدت وضع هوا                            |
| ۲۷   | ۲۴ اکتبر ۱۹۹۷   | coe.int           | شورای اروپا                                                     |
| ۲۸   | ۲۷ اکتبر ۱۹۹۷   | efta.int          | انجمن تجارت آزاد اروپا                                          |
| ۲۹   | ۱۰ نوامبر ۱۹۹۷  | upov.int          | اتحادیه بین‌المللی حفاظت از ارقام جدید گیاهی                     |
| ۳۰   | ۲۸ ژانویه ۱۹۹۸  | idea.int          | International Institute for Democracy and Electoral Assistance  |
| ۳۱   | ۲۹ ژانویه ۱۹۹۸  | iaea.int          | آژانس بین‌المللی انرژی اتمی                                      |
| ۳۱   | ۲۹ ژانویه ۱۹۹۸  | icao.int          | سازمان بین‌المللی هوانوردی کشوری                                 |
| ۳۱   | ۲۹ ژانویه ۱۹۹۸  | upu.int           | اتحادیه جهانی پست                                               |
| ۳۴   | ۵ ژوئن ۱۹۹۸     | who.int           | سازمان جهانی بهداشت                                             |
| ۳۵   | ۲۵ سپتامبر ۱۹۹۸ | bceao.int         | Central Bank of West African States                             |
| ۳۵   | ۲۵ سپتامبر ۱۹۹۸ | emep.int          | کنوانسیون آلودگی هوای فرامرزی دوربرد                            |
| ۳۵   | ۲۵ سپتامبر ۱۹۹۸ | idb.int           | Inter-American Development Bank                                 |
| ۳۵   | ۲۵ سپتامبر ۱۹۹۸ | iic.int           | Inter-American Investment Corporation                           |
| ۳۹   | ۲۹ سپتامبر ۲۰۰۰ | uemoa.int         | جامعه اقتصادی کشورهای غرب آفریقا                                |
| ۳۹   | ۲۹ سپتامبر ۲۰۰۰ | unccd.int         | کنوانسیون مبارزه با بیابان‌زایی در سازمان ملل متحد               |
| ۴۱   | ۱۰ سپتامبر ۲۰۰۱ | apnic.int         | Asia-Pacific Network Information Centre                         |
| ۴۱   | ۱۰ سپتامبر ۲۰۰۱ | atma.int          | مرجع واگذاری اعداد در اینترنت                                   |
| ۴۱   | ۱۰ سپتامبر ۲۰۰۱ | basel.int         | Basel Convention                                                |
| ۴۱   | ۱۰ سپتامبر ۲۰۰۱ | beac.int          | Bank of Central African States                                  |
| ۴۱   | ۱۰ سپتامبر ۲۰۰۱ | ecowas.int        | جامعه اقتصادی کشورهای غرب آفریقا                                |
| ۴۱   | ۱۰ سپتامبر ۲۰۰۱ | era.int           | Academy of European Law                                         |
| ۴۱   | ۱۰ سپتامبر ۲۰۰۱ | eurocontrol.int   | European Organisation for the Safety of Air Navigation          |
| ۴۱   | ۱۰ سپتامبر ۲۰۰۱ | ilo.int           | سازمان بین‌المللی کار                                            |
| ۴۱   | ۱۰ سپتامبر ۲۰۰۱ | inbar.int         | International Network for Bamboo and Rattan                     |
| ۴۱   | ۱۰ سپتامبر ۲۰۰۱ | ippc.int          | International Plant Protection Convention                       |
| ۴۱   | ۱۰ سپتامبر ۲۰۰۱ | issa.int          | International Social Security Association                       |
| ۴۱   | ۱۰ سپتامبر ۲۰۰۱ | ivi.int           | International Vaccine Institute                                 |
| ۴۱   | ۱۰ سپتامبر ۲۰۰۱ | kedo.int          | مرجع واگذاری اعداد در اینترنت                                   |
| ۴۱   | ۱۰ سپتامبر ۲۰۰۱ | nasco.int         | North Atlantic Salmon Conservation Organization                 |
| ۴۱   | ۱۰ سپتامبر ۲۰۰۱ | nato-pa.int       | مجمع پارلمانی ناتو                                              |
| ۴۱   | ۱۰ سپتامبر ۲۰۰۱ | nib.int           | Nordic Investment Bank                                          |
| ۴۱   | ۱۰ سپتامبر ۲۰۰۱ | oecd.int          | سازمان توسعه و همکاری اقتصادی                                   |
| ۴۱   | ۱۰ سپتامبر ۲۰۰۱ | oiv.int           | International Organisation of Vine and Wine                     |
| ۴۱   | ۱۰ سپتامبر ۲۰۰۱ | pic.int           | کنوانسیون روتردام                                               |
| ۴۱   | ۱۰ سپتامبر ۲۰۰۱ | pices.int         | North Pacific Marine Science Organization                       |
| ۴۱   | ۱۰ سپتامبر ۲۰۰۱ | redcross.int      | فدراسیون بین‌المللی جمعیت‌های هلال احمر و صلیب سرخ                |
| ۴۱   | ۱۰ سپتامبر ۲۰۰۱ | spc.int           | Pacific Community                                               |
| ۴۱   | ۱۰ سپتامبر ۲۰۰۱ | unesco.int        | یونسکو                                                          |
| ۴۱   | ۱۰ سپتامبر ۲۰۰۱ | unfccc.int        | کنوانسیون چارچوب سازمان ملل متحد درباره تغییر اقلیم             |
| ۴۱   | ۱۰ سپتامبر ۲۰۰۱ | worldbank.int     | بانک جهانی                                                      |
| ۴۱   | ۱۰ سپتامبر ۲۰۰۱ | wto.int           | سازمان تجارت جهانی                                              |
| ۶۷   | ۱۱ اکتبر ۲۰۰۱   | ifad.int          | صندوق بین‌المللی توسعه کشاورزی                                   |
| ۶۷   | ۱۱ اکتبر ۲۰۰۱   | iica.int          | مؤسسه داخلی آمریکایی برای همکاری در کشاورزی                     |
| ۶۹   | ۱۶ اکتبر ۲۰۰۱   | eumetsat.int      | سازمان اروپایی بهره‌برداری از ماهواره‌های هواشناسی                |
| ۶۹   | ۱۶ اکتبر ۲۰۰۱   | wmo.int           | سازمان جهانی هواشناسی                                           |
| ۷۱   | ۱۸ اکتبر ۲۰۰۱   | itso.int          | سازمان بین‌المللی ارتباطات ماهواره‌ای                             |
| ۷۲   | ۵ نوامبر ۲۰۰۱   | oas.int           | سازمان کشورهای آمریکایی                                         |
| ۷۳   | ۷ ژوئن ۲۰۰۲     | cde.int           | مرکز توسعه سازمانی                                              |
| ۷۳   | ۷ ژوئن ۲۰۰۲     | cta.int           | Technical Centre for Agricultural and Rural Cooperation ACP-EU  |
| ۷۳   | ۷ ژوئن ۲۰۰۲     | ectel.int         | اداره مخابرات شرق کارائیب                                       |
| ۷۶   | ۲۷ اوت ۲۰۰۲     | eurofish.int      | یوروفیش                                                         |
| ۷۷   | ۴ سپتامبر ۲۰۰۲  | stcu.int          | Science and Technology Center in Ukraine                        |
| ۷۸   | ۱۳ سپتامبر ۲۰۰۲ | pops.int          | کنوانسیون استکهلم برای آلاینده‌های آلی دیرپا                     |
| ۷۹   | ۱۸ اکتبر ۲۰۰۲   | idlo.int          | سازمان حقوق بین‌الملل توسعه                                      |
| ۸۰   | ۱ نوامبر ۲۰۰۲   | eftasurv.int      | European Free Trade Association Surveillance Authority          |
| ۸۱   | ۱۹ نوامبر ۲۰۰۲  | las.int           | اتحادیه عرب                                                     |
| ۸۲   | ۲۳ ژانویه ۲۰۰۳  | eac.int           | East African Community                                          |
| ۸۳   | ۶ مارس ۲۰۰۳     | icc-cpi.int       | دیوان کیفری بین‌المللی                                           |
| ۸۴   | ۳۰ آوریل ۲۰۰۳   | col.int           | جامعه یادگیری                                                   |
| ۸۵   | ۱ مه ۲۰۰۳       | cbd.int           | کنوانسیون تنوع زیستی                                            |
| ۸۶   | ۲۰ مه ۲۰۰۳      | iccat.int         | International Commission for the Conservation of Atlantic Tunas |
| ۸۶   | ۲۰ مه ۲۰۰۳      | oiml.int          | International Organization of Legal Metrology                   |
| ۸۸   | ۲۱ مه ۲۰۰۳      | epo.int           | European Patent Office                                          |
| ۸۸   | ۲۱ مه ۲۰۰۳      | eutelsatigo.int   | سازمان ماهواره مخابراتی اروپا                                   |
| ۸۸   | ۲۱ مه ۲۰۰۳      | nafo.int          | Northwest Atlantic Fisheries Organization                       |
| ۹۱   | ۱ اکتبر ۲۰۰۳    | mercosur.int      | بازار مشترک کشورهای آمریکای جنوبی                               |
| ۹۲   | ۱۷ اکتبر ۲۰۰۳   | acp.int           | African, Caribbean and Pacific Group of States                  |
| ۹۲   | ۱۷ اکتبر ۲۰۰۳   | cms.int           | کنوانسیون حفاظت گونه‌های مهاجر جانوران وحشی                      |
| ۹۴   | ۱۳ ژانویه ۲۰۰۴  | glfc.int          | Great Lakes Fishery Commission                                  |
| ۹۵   | ۱۶ ژانویه ۲۰۰۴  | ctbto.int         | Preparatory Commission for the Comprehensive Nuclear-Test-Ban   |
| ۹۶   | ۳۰ ژوئن ۲۰۰۵    | apt.int           | Asia-Pacific Telecommunity                                      |
| ۹۷   | ۲۸ ژوئیه ۲۰۰۵   | cospas-sarsat.int | کوسپاس-سارست                                                    |
| ۹۸   | ۱۶ اوت ۲۰۰۵     | iho.int           | سازمان آب‌نگاری بین‌المللی                                        |
| ۹۹   | ۱ دسامبر ۲۰۰۵   | cedare.int        | مرکز محیط زیست و توسعه عربی و اروپا                             |
| ۱۰۰  | ۱۸ ژانویه ۲۰۰۶  | sica.int          | نظام همگرایی آمریکای مرکزی                                      |

## .arpa
| رتبه   | تاریخ ثبت       | دامنه                | ثبت نام                                           |
| ------ | --------------- | -------------------- | ------------------------------------------------- |
| ۰      | ۱ ژانویه ۱۹۸۵   | آرپا                 | هیئت معماری اینترنت (ابتدا توسط دارپا استفاده شد) |
| ۱      | ۲۷ سپتامبر ۱۹۹۴ | in-addr.arpa         | هیئت معماری اینترنت                               |
| ۲      | ۱۴ سپتامبر ۲۰۰۰ | e164.arpa            | هیئت معماری اینترنت                               |
| ۳      | ۱۰ سپتامبر ۲۰۰۱ | ip6.arpa             | هیئت معماری اینترنت                               |
| ۴      | ۱ اکتبر ۲۰۰۲    | uri.arpa             | هیئت معماری اینترنت                               |
| ۴      | ۱ اکتبر ۲۰۰۲    | urn.arpa             | هیئت معماری اینترنت                               |
| ۶      | ۲۹ اوت ۲۰۰۶     | iris.arpa            | هیئت معماری اینترنت                               |
| ۷      | ۲۹ آوریل ۲۰۱۰   | in-addr-servers.arpa | هیئت معماری اینترنت                               |
| ۷      | ۲۹ آوریل ۲۰۱۰   | ip6-servers.arpa     | هیئت معماری اینترنت                               |
| ۹      | ۳۰ سپتامبر ۲۰۱۳ | ipv4only.arpa        | هیئت معماری اینترنت                               |
| ۱۰     | ۲۱ ژانویه ۲۰۱۵  | as112.arpa           | هیئت معماری اینترنت                               |
| ۱۱     | ۱۵ مارس ۲۰۱۸    | home.arpa            | هیئت معماری اینترنت                               |
| منابع: |                 |                      |                                                   |